# Atributs de Déu en el cristianisme
En teologia cristiana es coneixen com a atributs de Déu o atributs divins aquelles propietats o qualitats de la naturalesa divina conegudes per la ment humana. L'escolàstica els anomenava noms divins. Els cristians no són monolítics en la seva comprensió dels atributs de Déu.
Exemples d'aquests conceptes són la misericòrdia, l'infinitat, l'omnipotència, l'omnisciència, l'eternitat o la perfecció.

## Classificació
Amb l'objectiu de facilitar-ne l'estudi, s'acostuma a classificar els atributs divins en dos grups: ‘’’atributs comunicables'’’ i ‘’’atributs incomunicables'’’, també coneguts com a "atributs exclusius de Déu" i "atributs no-exclusius de Déu.

## Exemples d'atributs
A tall d'exemple, es pot considerar la següent llista d'atributs (a partir d'autors com Charles Hodge, Louis Berkhof, Wayne Grudem i Bruce Milne):

### Atributs incomunicables
- Aseïtat, o ser per si mateix;
- Immutabilitat;
- Infinitud, amb dues variants:
  - Eternitat (infinitud aplicada a la presència Kairós);
  - Immensitat (infinitud aplicada a l'estada Regne de Déu);
- Simplicitat;
- Omnipotència;
- Omnipresència;
- Omnisciència.

### Atributs comunicables
- Coneixement;
- Bondat;
- Amor;
- Santedat;
- Justícia;
- Misericòrdia;
- Veritat;
- Sobirania;
- Voluntat;
- Ira;
- Humilitat.